# Яблоновка (Винницкая область)
Яблоновка (укр. Яблунівка, пол. Jabłonówka, Jabłonowce) — село на Украине, находится в Литинском районе Винницкой области.
Код КОАТУУ — 0522484202. Население по переписи 2001 года составляет 152 человека. Почтовый индекс — 22342. Телефонный код — 4347.
Занимает площадь 0,091 км².

## Религия
В селе действует храм Апостола и Евангелиста Иоанна Богослова Литинского благочиния Винницкой епархии Украинской православной церкви.

## Адрес местного совета
22342, Винницкая область, Литинский р-н, с. Литинка, ул. Октябрьская, 20